# بير اولسن
بير اولسن هو سباح نرويجي، ولد في 24 يوليو 1934 في أوسلو في النرويج.

## وصلات خارجية
- بير اولسن على موقع الاتحاد الدولي للسباحة (الإنجليزية)
- بير اولسن على موقع أوليمبيديا (الإنجليزية)